# Circumstances
Circumstances är en låt av Rush. Låten släpptes som singel och återfinns på albumet Hemispheres, utgivet 1978. Låtens musik komponerades av basisten/sångaren Geddy Lee och gitarristen Alex Lifeson, medan texten skrevs av trummisen Neil Peart.
Rush spelade "Circumstances" totalt 174 gånger live.